# Eugène Genet
Pour les articles homonymes, voir Genet.
Eugène Genet (Pierre-Eugène Genet)  né le 20 avril 1850 à Chalon-sur-Saône (Saône-et-Loire) et mort le 21 avril 1904 à Condrieu (Rhône) est un homme politique français.

## Biographie
Notaire dans l'Isère, il est adjoint au maire de Saint-Jean-de-Bournay et suppléant du juge de paix. Il revend sa charge de notaire en 1889 et s'installe à Condrieu, dont il devient maire et conseiller général. Il est élu député du Rhône  3 septembre 1893, par 8 751 voix, contre 8 728 obtenues par le député sortant, Édouard Prenat, membre de la droite. Il est inscrit au groupe radical-socialiste. Il est réélu en 1898, à nouveau contre E Prenat, et en 1902.
Il est l'un des douze secrétaires du comité exécutif du Parti républicain, radical et radical-socialiste en 1904.

## Source
- « Eugène Genet », dans le Dictionnaire des parlementaires français (1889-1940), sous la direction de Jean Jolly, PUF, 1960 [détail de l’édition]